# Istituto di fisica e tecnologia di Mosca
L'Istituto di fisica e tecnologia di Mosca (in russo Московский физико-технический институт?, Moskovskij fisiko-techničeskij institut, abbr. Физтех-Fistekh o МФТИ-MFTI) è una delle università russe più conosciute, alla quale talvolta è dato il nome di MIT russa. Le principali strutture dell'ateneo si trovano a Dolgoprudnyj, città satellite di Mosca. L'ammissione è particolarmente difficile, ed è basata su concorsi nazionali di altissimo profilo.

## Storia
L'Istituto fu fondato nel 1946 come dipendenza dell'Università statale di Mosca da un gruppo di elementi di spicco dell'Accademia delle Scienze dell'URSS, e fu reso indipendente nel 1951 grazie all'apporto di numerosi scienziati russi che qui lavorarono, come i premi Nobel Pëtr Leonidovič Kapica, Nikolaj Nikolaevič Semënov, Lev Davidovič Landau.
Nell'ultimo mezzo secolo, l'MFTI è diventato il principale centro di studi per ricercatori e ingegneri nel campo della fisica teorica e applicata. Il cosiddetto "Systema (educativo) Phystech" è famoso per aver preparato gran parte delle risorse scientifiche dell'URSS prima e della Russia poi.

## Il sistema Phystech
Per i primi tre anni di studi, tutti gli studenti affrontano un duro lavoro di preparazione in fisica e matematica, quale che sia la scelta finale di specializzazione; prendono peraltro parte a corsi aggiuntivi di lingua inglese, Storia e/o Chimica. La gran parte dei corsi è divisa in due - lezioni e seminari (sessioni di problem solving ed esercitazioni pratiche). La frequenza alle lezioni è di solito facoltativa, ma il voto è influenzato direttamente dalle presenze ai seminari. Il carico di lavoro in aula per uno studente al primo o al secondo anno è di circa 35 ore settimanali, computo che non comprende le ore di studio personale. Il numero di ore può essere ridotto, saltando una o più lezioni, a circa 20.
Durante la fase di ingresso, ogni studente è inviato a gestire i propri studi presso un "istituto base" - un istituto di ricerche scientifiche a Mosca o nei dintorni che effettui sperimentazioni relative ai gusti e alle scelte dello studente. Attorno al quarto o al quinto semestre, gli studenti hanno preso confidenza con gli istituti di assegnazione, dove seguono lezioni di importanti personalità nei loro campi e dove condurranno ricerche con loro. La frequentazione degli istituti "specifici" è di un giorno a settimana per gli studenti del primo anno, per diventare di quattro o cinque per gli studenti del sesto.
Dal 1998, chi è al quarto anno di studi è obbligato a passare un esame generale di Fisica al termine del quale gli viene assegnato un titolo di studio intermedio, paragonabile a un master di primo livello in Fisica applicata.
La laurea si ottiene alla fine del sesto anno di studi, dopo la compilazione di una tesi di laurea, generalmente improntata sulle ricerche in corso.
Anche se un corso completo all'MFTI dura sei anni, la qualità e la durezza dell'insegnamento, unite alle capacità che lo studente acquisisce nel campo della ricerca di laboratorio, non permettono di equipararlo a un corso di laurea in Fisica italiano, dove il rapporto tra esercitazioni/esperimentazioni e lezioni teoriche è completamente differente.
Molti pensano che il diploma MFTI possa essere equiparato a un dottorato universitario italiano in Fisica, o a un PhD americano.
L'MFTI raramente entra a far parte delle classifiche di performance delle università internazionali (come ad esempio il ranking dell'Università Jiao Tong di Shanghai, in Cina). Questo è principalmente dovuto al fatto che gran parte dei professori più premiati lavorano negli istituti specifici e non nell'Istituto di per sé, e che le pubblicazioni scientifiche degli studenti menzionano raramente l'MFTI. Il risultato è che i traguardi dei suoi studenti migliorano le classifiche e la nomea di più di cinquanta istituzioni diverse. Cionondimeno, l'MFTI deve essere considerato uno dei più grandi e accreditati istituti di Fisica al mondo, sicuramente alla pari col più famoso MIT.

## Popolazione studentesca
Al momento l'Istituto consta di 8 dipartimenti, con una media di 80 studenti iscritti per dipartimento, ogni anno. Gli studenti si iscrivono immediatamente dopo la fine delle scuole superiori all'età di 17 anni. Il 15% della popolazione studentesca è moscovita; il resto viene da tutte le regioni della Russia e delle repubbliche ex-sovietiche. La gran parte degli studenti esterni vive nel dormitorio del campus, almeno per i primi 4 anni dall'arrivo. Gli studenti più anziani si spostano alle strutture ricettive dei dipartimenti specifici o affittano un alloggio (data una retta universitaria mensile di circa 40$ e un affitto che generalmente non è mai al di sotto dei 400$ al mese, sono costretti quasi sempre a trovare un lavoro part-time). Gli studenti sono quasi esclusivamente uomini, con una frazione di donne che raramente raggiunge il 15% del totale (quindi non è insolito trovare solo 3 studentesse in una classe di 80 persone).
Non esistono statistiche certe sulla sorte dei laureati all'MFTI. Molti continuano nel mondo della ricerca nelle istituzioni che hanno frequentato da studenti; alcuni si danno agli affari o trovano lavoro nelle aziende di informatica e software. Alcuni, particolarmente dotati e capaci di inserirsi particolarmente bene nei rispettivi centri di ricerca, escono dal Paese per ottenere una seconda laurea. Nel passato, si sa di alcuni studenti ammessi con sontuose borse di studio nei corsi di dottorato dei università statunitensi solo dopo 3 anni di studio all'MFTI. Tra i laureati che hanno scelto una carriera all'estero, molti svolgono importanti ruoli di gestione di importantissime università straniere, come Harvard, il MIT, Brown, e l'Università di Chicago.

## Dipartimenti
- Ingegneria Radio e Cibernetica;
- Fisica generale e applicata;
- Aerofisica e Ricerche Spaziali;
- Fisica molecolare e Biologica;
- Elettronica fisica e quantistica;
- Ingegneria aeromeccanica e del volo (in località Žukovskij)
- Matematica applicata ed Economia;
- Problemi di Fisica e Ingegneria energetica;
- Innovazione tecnologica;
- Nanotecnologia e Informatica.